# Grupa warowna Battice

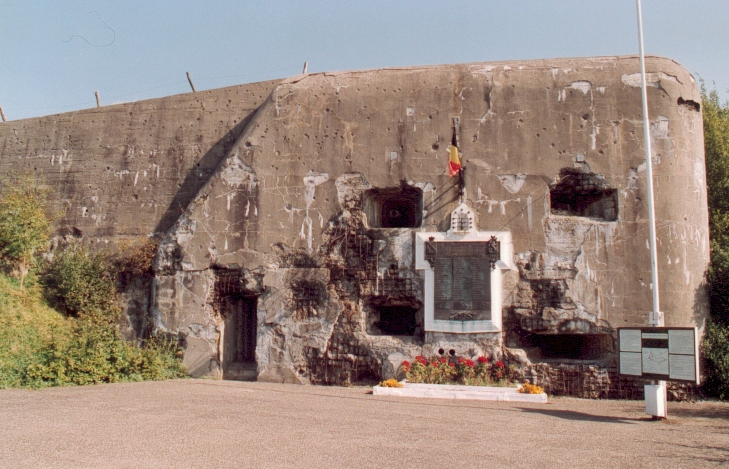

Grupa warowna Battice – belgijska grupa warowna, wzniesiona w okresie międzywojennym wraz z trzema innymi podobnymi grupami do obrony przedpól miasta Liège i znajdującej się tam twierdzy.
Choć posiadająca mniejszą załogę od najsłynniejszej grupy Eben-Emael, Battice posiadała silniejsze wieżowe uzbrojenie artyleryjskie. Grupa posiadała łącznie 4 działa dalekosiężne kalibru 120 mm w dwóch podwójnych wieżach oraz 6 dział 75 mm w trzech wieżach. W przeciwieństwie do Eben-Emael nie dysponowała jednak uzbrojeniem artyleryjskim w kazamatach; rzutowało to na ogólnie mniejszą siłę umocnienia. Grupę otaczała fosa przeciwpancerna o narysie zbliżonym do pięcioboku; broniły jej bloki o charakterze kaponier. Grupę uzupełniały bloki wejściowe oraz schrony bojowe znajdujące się poza obrębem fosy.
Wszystkie bloki połączone były systemem potern. Grupa wyposażona była w rozległy podziemny kompleks magazynowo-koszarowy. Jej załoga liczyła łącznie 750 ludzi.
W 1940 roku grupa była broniona przez wojsko belgijskie. Do ostrzału Battice Niemcy wykorzystali ciężkie haubice kalibru 305 mm. Ostatecznie, wobec wycofania się wojsk belgijskich poza Kanał Alberta oraz kapitulacji sąsiedniej grupy Aubin-Neufchâteau podjęto decyzję o kapitulacji umocnienia 22 maja.